# 玉村駅
玉村駅（たまむらえき）は、茨城県常総市小保川にある、関東鉄道常総線の駅である。
常総市（旧・石下町）に位置する。

## 歴史
- 1931年（昭和6年）11月5日：常総鉄道の駅として開業[1]。
- 1945年（昭和20年）3月30日：筑波鉄道（初代）との合併により、常総筑波鉄道の駅となる[1]。
- 1965年（昭和40年）6月1日：鹿島参宮鉄道との合併により、関東鉄道の駅となる[1]。
- 1970年代：駅外で乗車券の委託発売開始。
- 1982年（昭和57年）7月16日：委託発売終了、無人化。
- 2009年（平成21年）3月14日：ICカードPASMO供用開始[2][1]。

## 駅構造
単式ホーム1面1線の地上駅で無人駅。駅舎はなく、簡素な待合室があるだけである。ホーム上に公衆電話がある。
かつては嘱託により、常総線内のみの乗車券を発売していたが、1982年（昭和57年）頃に嘱託解除となっている。

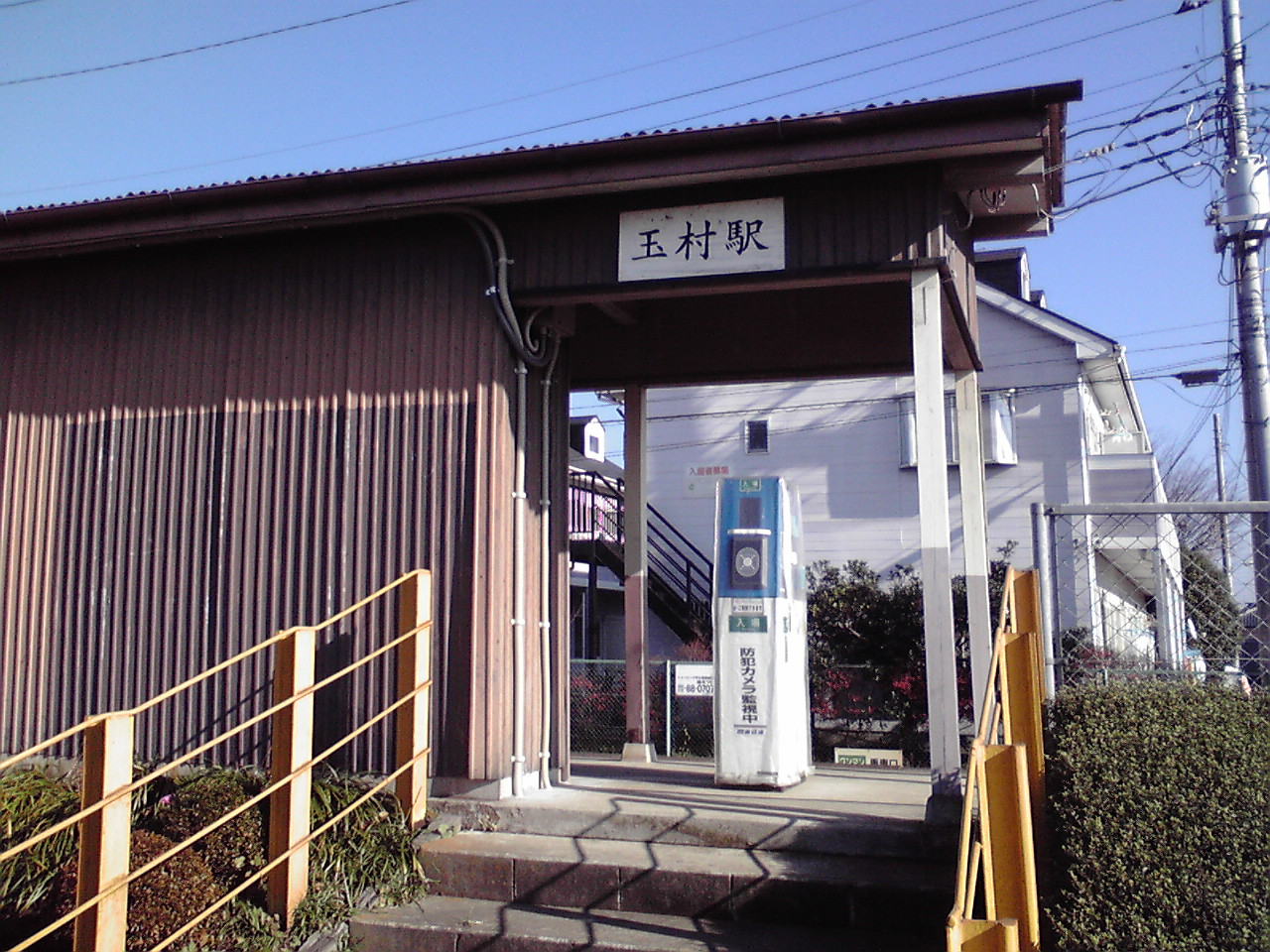
改札口（2009年12月）
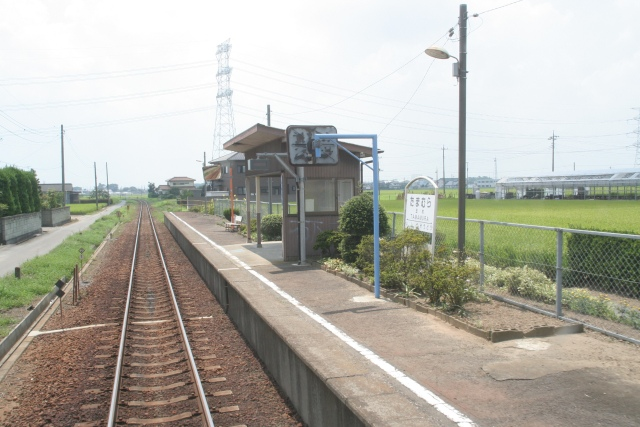
ホーム（2007年8月）

## 当駅における運行形態
- 上り（石下・水海道・守谷・取手方面）
  - 日中は概ね1時間に1-3本の普通列車（取手行、一部守谷行）が停車する。一部列車は、水海道乗り換え取手行も設定されている[注釈 1][3]。
- 下り（下妻・下館方面）
  - 日中は概ね1時間に1-2本の普通列車（下館行）が停車する。夜間には、下妻行の列車も設定されている[3]。

## 利用状況
2022年度の一日平均乗降人員は61人である。
近年の一日平均乗車人員の推移は下記のとおり。
| 推移 | 推移            | 推移     |
| 年度 | 1日平均乗車人員 | 乗降人員 |
| ---- | --------------- | -------- |
| 2005 | 38              |          |
| 2006 | 37              |          |
| 2007 | 38              |          |
| 2008 | 34              |          |
| 2009 | 32              |          |
| 2010 | 31              |          |
| 2011 | 35              |          |
| 2012 | 35              |          |
| 2013 | 34              |          |
| 2014 | 29              |          |
| 2015 | 24              |          |
| 2016 | 29              |          |
| 2017 | 34              |          |
| 2018 | 39              |          |
| 2019 |                 | 69       |
| 2020 |                 |          |
| 2021 |                 |          |
| 2022 |                 | 61       |

## 駅周辺
農地と住宅が混在している。
- 常総市立玉小学校

## バス路線
2024年（令和6年）4月より常総市のコミュニティバスであるJOY BUSの「玉・豊田ルート」が発着している。

## 隣の駅
関東鉄道
■常総線
■快速
通過
■普通
石下駅 - 玉村駅 - 宗道駅

### 記事本文